# Qionglai Shan

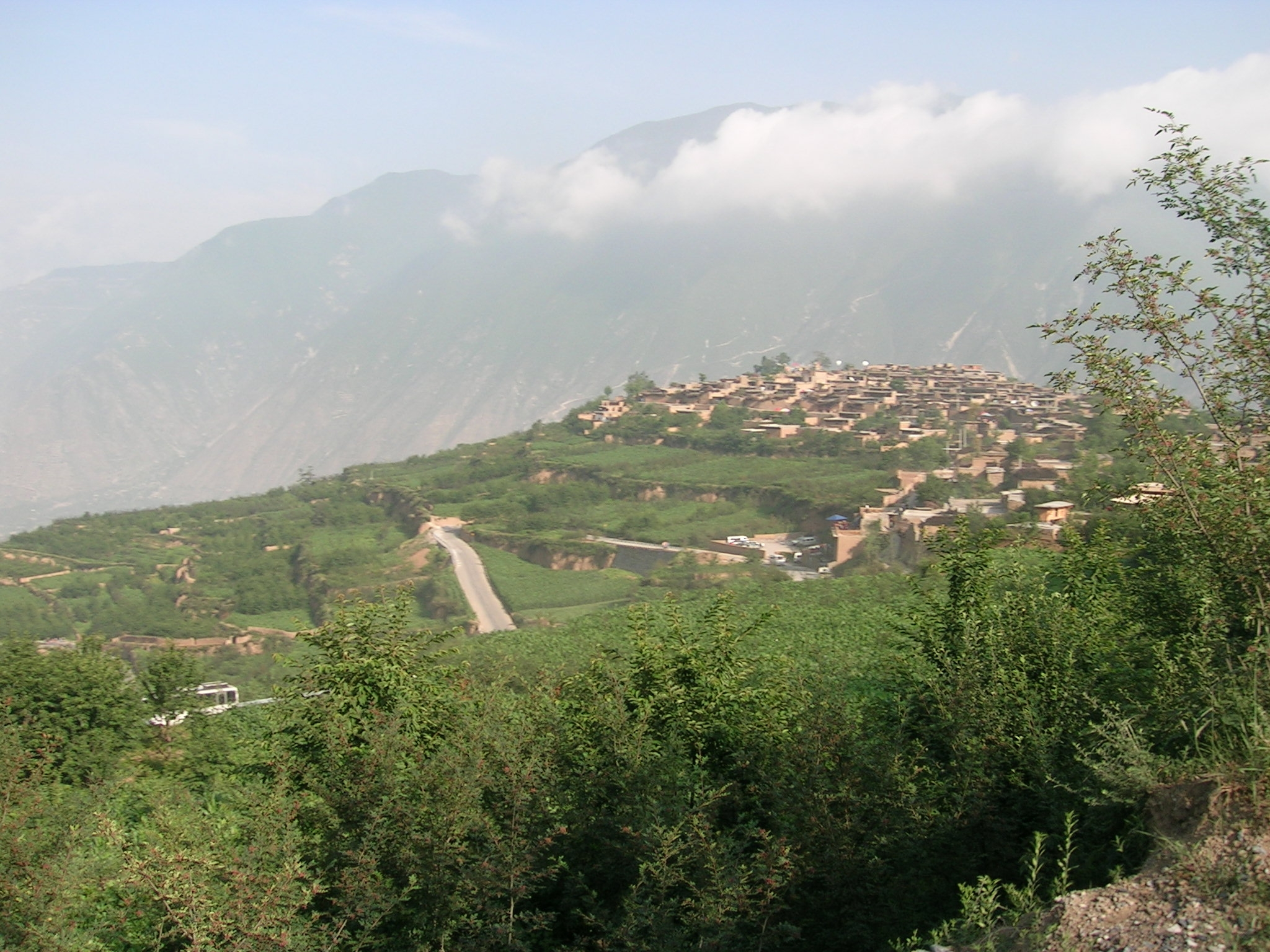
Luobozhai, een dorp in de omgeving van Wenchuan, in de zuidelijke Qionglai Shan.

De Qionglai Shan (Chinees: 邛崍山, pinyin: qióngláishān) is een bergmassief in het westen van China, aan de oostelijke rand van het Tibetaans Plateau. Het is onderdeel van de Hengduan Shan en ligt in de provincie Sichuan. Het noorden van de Qionglai Shan ligt grotendeels in de Tibetaanse prefectuur Ngawa.
De Qionglai Shan vormt de waterscheiding tussen de Min Jiang en Dadu He, zijrivieren van de Yangtze. De hoogste top is de 6250 m hoge Siguniang Shan. Ten zuidwesten van de Dadu He liggen de Daxue Shan en ten oosten van de Min Jiang ligt de Min Shan. Al deze bergketens vormen geologisch één geheel en scheiden de hoogtewoestijn van het Tibetaans Plateau van de vruchtbare vlakte van het Sichuanbekken.
De geologie van de Qionglai Shan is complex. Er komen uiteenlopende soorten gesteenten voor zoals graniet, basalt en kalksteen (marmer). De bergketen is seismisch actief: er komen aardbevingen voor. In 2008 kwamen bij een grote aardbeving meer dan 20.000 mensen om het leven.
Ecologisch vormen de naaldwouden in de Qionglai Shan en Min Shan een eigen ecoregio. De lastig begaanbare bamboebossen dieper in het gebergte vormen het leefgebied van bedreigde diersoorten als de reuzenpanda en de gouden stompneusaap. Een deel van het gebergte wordt in beslag genomen door het Wolong-reservaat.